# Митюк, Игорь Петрович
Игорь Петрович Митюк (1928, село Волчково, Киевская область —1995, Краснодар) — советский и российский математик, доктор физико-математических наук, профессор.

## Биография
Родился в 1928 году в Киевской области, Украинской ССР. Среднею школу окончил в городе Пенза, и вскоре поступил на механико-математический факультет МГУ. Во время обучения познакомился с Л. А. Люстерником, который был его первым научным руководителем.
Из-за наличия родственников подвергшихся репрессиям, в аспирантуру МГУ поступить он возможности не имел. И в 1950 году отправился работать преподавателем в Майкопский педагогический институт, где трудился сначала преподавателем, а затем заведующим кафедрой.
В 1958 году поступил в аспирантуру Киевского политехнического института, где его научным руководителем стал профессор В. А. Зморович. В 1962 году защитил сначала кандидатскую, а затем в 1966 году и докторскую диссертацию.
С 1961 года на протяжении 3 лет работал в Полтавском инженерно-строительном институте. Вскоре ряд его работ привлекли внимание академика Ю. А. Митропольсого, который пригласил ученого на работу в Институт Математики АН УССР, в котором он проработал более 5 лет.
С 1969 года ректор недавно созданного Краснодарского государственного университета, пригласил Митюка на должность проректора по научной работе. Через некоторое время он стал декана математического факультета. Работал в вузе до конца дней.

## Научные интересы
Научные интересы были сосредоточены вокруг области применения симметризационных методов к решению экстремальных задач геометрической теории функций комплексного переменного.
Более поздние исследование посвящены изучению экстремальных свойств различных классов отображений. Установленный ученым общий принцип симметризации для многосвязных областей представляет собой мощный инструмент для исследования свойств искажения и покрытия в различных классах аналитических функций.
Является автором большого количества научных работ и учебных пособий. Под его руководством подготовлено более 10 кандидатских диссертаций.

## Избранные труды
- И. П. Митюк, «Обобщенный приведенный модуль и некоторые его применения», Изв. вузов. Матем., 1964, 2
- И. П. Митюк, «Принцип симметризации для кольца и некоторые его применения», Сиб. матем. журн., 6:6 (1965)
- Б. Е. Левицкий, И. П. Митюк, «„Узкие“ теоремы о пространственных модулях», Докл. АН СССР, 248:4 (1979)
- И. П. Митюк, «Оценки модулей функции и ее производной», Сиб. матем. журн., 26:3 (1985)
- P. Mityuk, «An upper bound for the product of interior radii of domains, and covering theorems», Soviet Math. (Iz. VUZ), 31:8 (1987)
- И. П. Митюк, Б. Е. Левицкий, «Кубанская школа-конференция по геометрической теории функций комплексного переменного», Изв. вузов. Матем., 1988, 1
- I. P. Mityuk, A. Yu. Solynin, «Ordering of systems of domains and condensers in -dimensional space», Soviet Math. (Iz. VUZ), 35:8 (1991)